# Xylena nihonica
Xylena nihonica là một loài bướm đêm trong họ Noctuidae.